# 黃麟傑
黃麟傑（1976年5月11日—），中華民國新北市深坑黃氏興順居後代，台灣兒童繪本文字、圖畫作家，兒童無字繪本作家，曾經到國小講繪本給國小學生們聽，著有《海上大冒險》、《我是海盜》等繪本。

## 經歷
- 2022年，111學年度中小學教師民俗藝術花燈製作研習，林玉珠 (燈藝師)、莊雅婷、李冠毅 (燈藝師)、李青芸、錢劍秋、蔡傑名擔任講師與該次研習講義編輯，謝婉芬擔任講師，梁茂森、黃麟傑擔任助教[2]。

## 作品
- 《海上大冒險》（ISBN 978-986-88119-2-8）

- 《我是海盜》 （ISBN 978-986-88119-3-5）

- 《誰的野餐日》，國父紀念館繪本創作班，作者：劉旭恭、黃麟傑等33位作者。

- 《漫遊繪本創作者的奇幻國度》，小魯文化，黃麟傑水彩第24、25和26頁。

- 《大樹是寶》，（ISBN 978-986-04-6668-3），小魯文化，何華仁主編，黃麟傑版畫第42和第43頁

- 《呱呱》（ISBN 978-986-88119-4-2）

## 展覽
- 2017年5月4日~6月4日與曹益欣、陳玉金、汪菁等翻繪本成員在順天外科醫院舉辦【愛上繪本】聯展(團體)。
- 2017年10月6日以手繪作品【萬華讚】入選2017台北設計城市展(個人)

## 得獎
- 2015年4月19日空總TAF創新設計馬拉松Designathon第二名（團體）。
- 2017年、2018年、2019年指導臺北市立雙園國民中學花燈社社團學生創作花燈，學生完成花燈作品後參加2018年臺北燈節、2019年臺北燈節、2020年臺北燈節，分別獲得國中組小型第三名[3][4]、國中組小型佳作與國中組大型佳作。
- 2018年指導臺北市立雙園國民中學繪本社社團學生創作繪本，學生完成繪本作品後參加「海洋科普繪本創作」，分別獲得國中組特優[5]、優等[6]與佳作[7][8]。
- 2020年參加2020年臺北燈節社會組小型花燈比賽，作品【如鼠家珍】獲得佳作（個人）[9]。
- 2022年參加2022年臺北燈節社會組小型花燈比賽，作品【虎變龍蒸】獲得佳作（個人）[10]。
- 2023年參加2023年臺灣燈會社會組小型花燈比賽，作品【兔年有餘】獲得佳作（個人）[11]。

## 受訪
- 2017年1月，淡江大學碩士生楊道揆訪問王金選、方素珍、李如青、胡其瑞、林秀穗、廖健宏、陳素燕、黃麟傑和蔡秀敏等一共九位現任臺灣繪本作家，寫成畢業論文。[12]。

## 相關
- 【翻繪本】成員

## 外部連結
- 黃麟傑的相簿 （页面存档备份，存于）